# Andrey Popoviç
Andrey Popoviç (ukrainisch Андрій Володимирович Попович/Andrij Wolodymyrowytsch Popowytsch; * 4. April 1992 in Tschop, Ukraine) ist ein aserbaidschanischer Fußballtorwart.

## Karriere

### Verein
Der gebürtige Ukrainer begann seine Karriere in seinem Geburtsland mit FC Hoverla-Zakarpattya Uschhorod. Im Frühjahr 2007 unterschrieb er seinen ersten Profi-Vertrag mit Metalurh Donezk. Er blieb zwei Jahre in Donezk, kam aber in der ersten Mannschaft nicht zum Zuge und wechselte deshalb im Sommer 2009 nach Aserbaidschan zum FK Baku. Nachdem er bei Baku nur in der Reserve zum Einsatz gekommen war, entschied er sich im Herbst 2010 zu einem Wechsel auf Leihbasis zu Abşeron Futbol Klubu. Dort wurde er zum Leistungsträger, spielte in allen 26 Spielen und verhalf damit seinem Team zum Aufstieg in die Premyer Liqası. Im Juni 2011 kehrte er nach Baku zurück, entschied sich aber im Juli für einen Wechsel zu Sumqayıt PFK. Dort kam er unter dem deutschen Trainer Bernhard Raab zu elf Einsätzen.
Zur Saison 2013/14 wechselte Popoviç zum Zweitligisten TKİ Tavşanlı Linyitspor. Hier kam er jedoch aufgrund der Konkurrenz in der Liga nicht zum Einsatz, sodass er bereits in der Winterpause zurück zu Sumqayıt PFK wechselte.

### Nationalmannschaft
Popoviç wurde am 5. Oktober 2011 das erste Mal für die Aserbaidschanische Fußballnationalmannschaft berufen und gab sein Debüt im Freundschaftsspiel gegen Albanien am 11. November 2011. Zuvor spielte der Torwart bereits jeweils sechs Spiele für die U-17, die U-19 von Aserbaidschan sowie ein Länderspiel für die U-21-Nationalmannschaft unter Bernhard Lippert.